# Haedropleura secalina
Haedropleura secalina é uma espécie de gastrópode do gênero Haedropleura, pertencente a família Horaiclavidae.